# Souza-Baranowski
Souza-Baranowski – zakład karny  otwarty 30 września 1998 w Shirley w stanie Massachusetts  w USA. Cechuje się maksymalnym poziomem bezpieczeństwa.